# 都龙镇
都龙镇，是中华人民共和国云南省文山壮族苗族自治州马关县下辖的一个乡镇级行政单位，都龙口岸位于该镇境内。

## 行政区划
都龙镇下辖以下地区：
都龙村、大寨村、坝保村、东瓜林村、茅坪村、辣子寨村、金竹山村和保良街村。